# Circoniscus bezzii
Circoniscus bezzii là một loài chân đều trong họ Scleropactidae. Loài này được Arcangeli miêu tả khoa học năm 1931.